# Stig Olsson (fotbollsspelare)
Stig Alfred "Tjofsen" Olsson, född 15 juli 1928 i Matfors, död 31 juli 2015 i Sandviken, var en svensk fotbollsmålvakt.
Olsson representerade Sandvikens IF, och spelade för klubben i Allsvenskan 1953/1954 och 1955/1956–1961. Sammanlagt spelade han 119 allsvenska matcher och gjorde ett mål, på straff mot Malmö FF.
Olsson spelade en B-landskamp för Sverige, på Jernvallen mot Danmark 1955 (6–3).